# Tomasz Goliasz
Tomasz Goliasz (ur. 6 lipca 1968 w Wałczu) – polski kajakarz kanadyjkarz, medalista mistrzostw świata, olimpijczyk z Atlanty 1996, zawodnik Wiskordu Szczecin i Zawiszy Bydgoszcz.
Wielokrotny mistrz Polski w konkurencji:
- C-1 na dystansie 500 metrów w roku 1991,
- C-1 na dystansie 1000 metrów w latach 1990, 1991,
- C-1 na dystansie 10000 metrów w latach 1990, 1991,
- C-2 na dystansie 500 metrów w roku 1989,
- C-2 na dystansie 1000 metrów w roku 1989,
- C-2 na dystansie 10000 metrów w roku 1989.

Srebrny medalista mistrzostw świata w 1989 roku w konkurencji C-2 na dystansie 500 metrów (partnerem był Marek Łbik oraz brązowy medalista mistrzostw świata w 1994 roku w konkurencji C-2 na dystansie 1000 metrów (partnerem był Dariusz Koszykowski).
Na igrzyskach w Atlancie w parze z Dariuszem Koszykowskim wystartował w konkurencji C-2 na dystansie 1000 metrów odpadając w półfinale.